# Glenesk
Glenesk, früher auch Highland Esk Distillery und North Esk Distillery, war eine Whiskybrennerei nahe der Stadt Hillside, Angus, Schottland.

## Geschichte
Die Brennerei wurde 1897 von dem aus Dundee stammenden Weinhändler James Isle als Highland Esk Distillery aus einer Flachsmühle gegründet. Sie stellte zunächst Malt Whisky her. J.F Caille übernahm die Destillerie 1899 und benannte sie in North Esk Distillery um. Während des Ersten Weltkriegs war die Brennerei geschlossen, öffnete jedoch danach wieder. 1938 übernahmen Associated Scottish Distilleries den Betrieb und stellten die Produktion auf Grain Whisky um. Nach dem Verkauf an Distillers Company Ltd. (DCL) 1954 kam die Brennerei zu Scottish Malt Distillers (SMD). Diese stellten die Produktion abermals auf Malt Whisky um. 1980 fand eine erneute Umbenennung auf Glenesk statt und die Brennerei wurde 1985 geschlossen. Nach Verlust der Brennlizenz 1992 wurden die Gebäude 1996 teilweise abgerissen und an Paul's Malt verkauft. Die ehemalige Brennerei wurde zu einer großen Mälzerei ausgebaut, die bis 2010 zu Greencore Malt gehörte, einem Tochterunternehmen der irischen Lebensmittelgruppe Greencore. 2010 wurde Greencore Malt an die belgische Boortmalt-Gruppe veräußert, eine Tochter der französischen Agrargenossenschaft Axéréal.

## Produktion
Zum Brennen standen jeweils zwei Grobbrandblasen (Wash Stills) und Feinbrandblasen (Spirit Stills) zur Verfügung. 1968 wurde eine große Trommelmälzerei installiert.

## Abfüllungen
Single-Malt-Abfüllungen sind teilweise als Glenesk, im Wesentlichen jedoch unter dem Namen Hillside erhältlich. Heutzutage sind manchmal noch Abfüllungen im Rahmen der Rare Malt Series erhältlich. Glenesk wurde auch zur Produktion von Blends verwendet. So war er ein bedeutender Anteil des VAT 69.